# Anna Benericetti
Anna Benericetti, vedova Cimatti (Brisighella, 22 marzo 1906 – Forlì, 11 dicembre 2019), è stata una supercentenaria italiana vissuta 113 anni e 264 giorni.
Al momento della sua morte era la persona più anziana d'Italia, e ha detenuto il titolo di Decana d'Italia dal 18 giugno 2019 alla sua morte.

## Biografia
Nata a Brisighella, nella bassa Valle del Lamone in Emilia-Romagna il 22 marzo 1906, viveva a Forlì; passò gran parte della sua vita a lavorare in campagna e a occuparsi dei suoi animali, nonché della sua famiglia. Nel 1928 Anna Benericetti sposò Cesare Cimatti. Dopo la morte di Guerina Amedei avvenuta il 28 febbraio 2019, divenne la donna più anziana della sua regione. Aveva tre figli, 8 nipoti e 14 pronipoti e per la sua longevità l'Università di Bologna fece test su di lei e sulla sua famiglia.
Il 18 giugno 2019, a seguito della morte di Maria Giuseppa Robucci, divenne decana d'Italia, e il 5 ottobre 2019, dopo quella di Renata Bianchi, anch'essa proveniente dall'Emilia-Romagna (Cesena), rimase l’ultima persona in Italia nata nel 1906.
È morta l'11 dicembre 2019, all'ospedale di Forlì, dove era stata ricoverata per un raffreddore che l’aveva colta qualche giorno prima del decesso.
Cedette il titolo di decana d'Italia a Valesca Tanganelli, nata nel luglio 1907, residente a Buggiano, in provincia di Pistoia.